# Centrale di committenza
La centrale di committenza, ai sensi del codice dei contratti pubblici è una stazione appaltante che gestisce gare d'appalto per conto di più pubbliche amministrazioni italiane.

## Principi generali
La centrale di committenza può essere una Centrale acquisti oppure un altro soggetto pubblico incaricato di questo compito in virtù di una legge o di una specifica delega dell'Ente che conferisce l'incarico. Norme specifiche incaricano infatti le Centrali acquisti nazionali (ma anche regionali, ecc.) di diversi Paesi di svolgere il compito di centrale di committenza per il settore pubblico.

## Descrizione
Il Codice dei contratti pubblici prevede che gli Enti possano acquisire lavori, servizi o forniture facendo ricorso a centrali di committenza anche raggruppandosi o consorziandosi.
Il programma di riduzione delle stazioni appaltanti avviato dal Governo Renzi, che nel 2014 ha inteso ridurre da 32.000 Stazioni appaltanti a 35 Soggetti aggregatori che bandiscono gare di beni e servizi per grandi importi in Italia, ha portato all'obbligo, per i Comuni non capoluogo di provincia, di ricorrere ad una centrale di committenza per l'acquisto di beni e servizi dal 1º gennaio 2015 e per l'acquisto di lavori dal 1º luglio 2015.
Alcune Centrali di committenza sono incaricate dalla legge di stipulare Convenzioni ex art. 26, ovvero contratti quadro stipulati dalla Centrale di committenza (ai sensi dell'art. 26 della Legge 488/1999) in cui il fornitore aggiudicatario si impegna ad accettare ordinativi di fornitura emessi dai singoli Enti della Pubblica amministrazione. Tali Centrali di committenza costituiscono, dal 2007, il Sistema a rete, che vede la stretta cooperazione di Consip - la Centrale acquisti nazionale - e delle Centrali Acquisti Regionali. Le Centrali acquisti in questo caso stimano il fabbisogno di un determinato bene o servizio e stipulano il relativo contratto quadro a cui possono aderire gli Enti pubblici.
Per specifici acquisti, diversi dai contratti quadro, gli Enti possono incaricare un altro Ente oppure una Centrale acquisti di svolgere il ruolo di Centrale di committenza. Rientrano in questa fattispecie le deleghe - attribuite con specifico Disciplinare bilaterale - tra la Consip e il Dipartimento della Protezione Civile sulla cui base sono state bandite gare di grande rilievo.
Vi è poi il caso delle Stazioni uniche appaltanti, in acronimo SUA, che sono Centrali di committenza ad adesione volontaria o obbligata da specifiche norme. Alla SUA, in quanto centrale di committenza, si applica anche la norma in base alla quale le funzioni di stazione appaltante, per i lavori, possono essere affidate ai Provveditorati interregionali per le opere pubbliche (già servizi integrati infrastrutture e trasporti – SIIT), il che, quindi, consente di affidare a questi ultimi anche le funzioni della SUA.